# 愛宕神社 (笠間市)
愛宕神社（あたごじんじゃ）は、茨城県笠間市泉の愛宕山に鎮座する神社。元は愛宕権現で、俗に「泉の愛宕」と呼ばれた。平田篤胤の「仙境異聞」では「愛宕宮」として描かれた。旧社格は村社。日本三大火防神社（日本火防三山）の一社を称する。
境内社（奥社）の飯綱神社（いづなじんじゃ）は、延喜式神名帳に記載されている常陸国茨城郡小三座の一社「夷針神社」の論社である。例祭が奇祭「悪態まつり」として知られている。

## 愛宕山

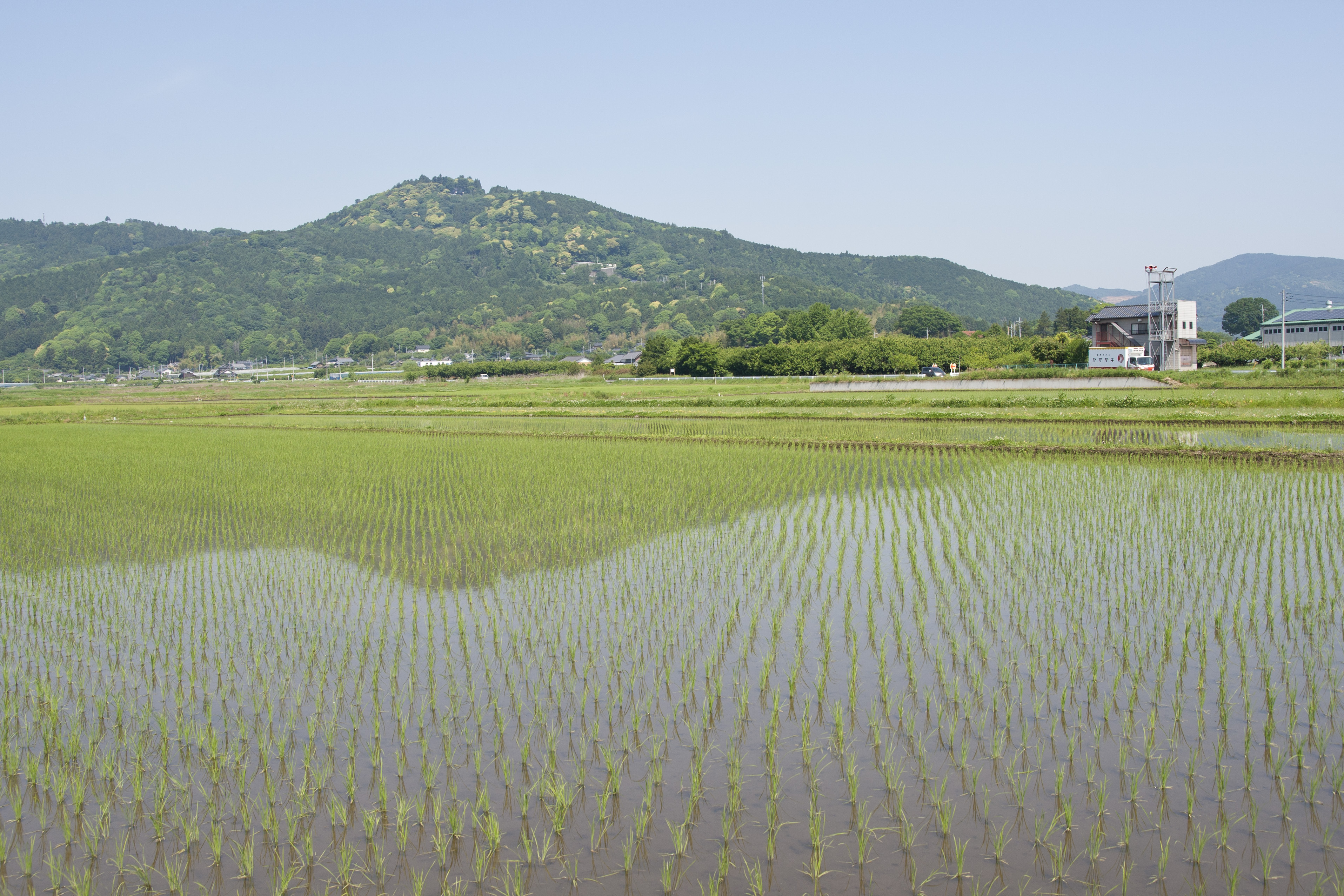
南東から見る愛宕山

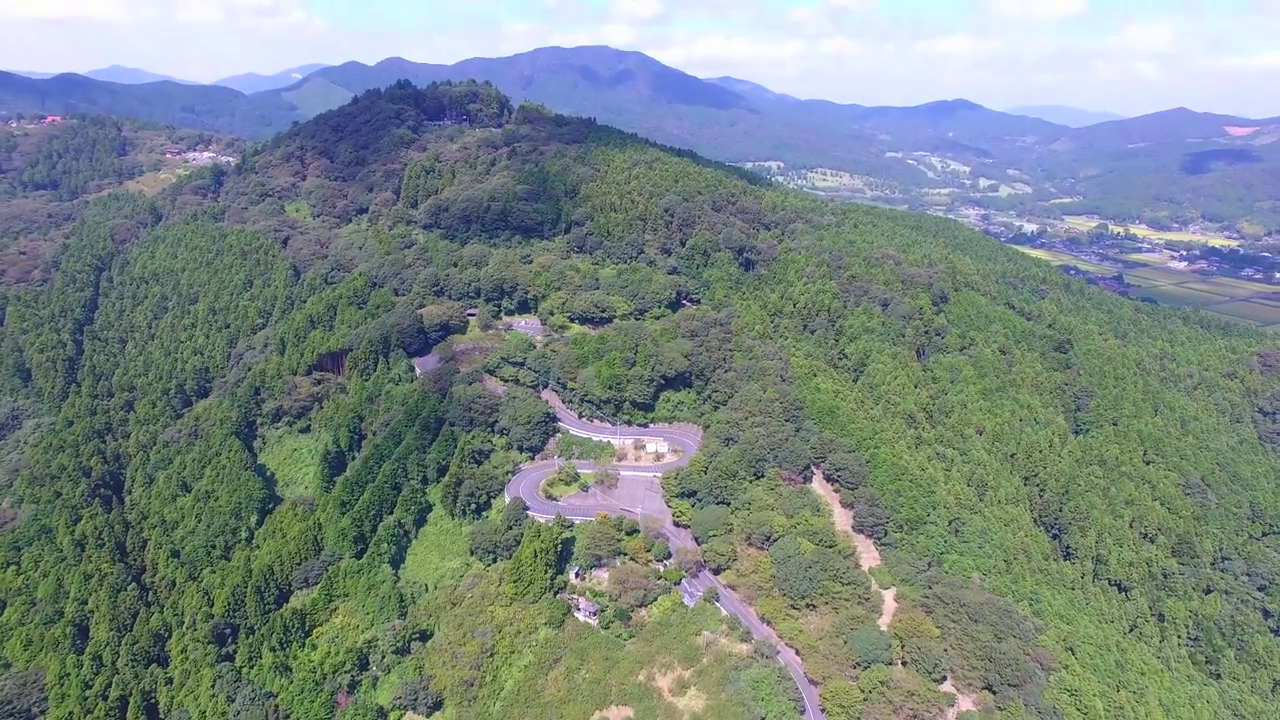
愛宕山の空撮

愛宕山は、筑波山地の北東部を構成する標高305メートルの山である。常磐線岩間駅から西方に望むことができる。古名を風穴山という。岩間便覧に「中世愛宕権現鎮座せるを以て愛宕山と称す」とあり、愛宕信仰の影響により愛宕山と呼ばれるようになった。仙境異聞では「岩間山」として描かれている。愛宕神社は山頂下に、飯綱神社は山頂にそれぞれ鎮座している。
愛宕山から吾国（わがくに）山にかけての山塊は「吾国愛宕県立自然公園」である。「吾国山愛宕山ハイキングコース」は茨城百景に選定されている。愛宕山の山腹には市営「あたご天狗の森公園」や「あたご天狗の森スカイロッジ」がある。桜の名所としても知られ、季節になると桜まつり（あたご山桜まつり）が開催される。
愛宕神社の神域である山頂付近まで車道が通じており、最奥部に駐車場がある。筑波山地の山頂に鎮座する神社（筑波山、足尾山、加波山、吾国山等）としては珍しく、徒歩登山をすることなく本殿に参拝することができる。古くは修験道の影響で女人禁制とされていたため、女人堂という遥拝所があった。岩間便覧には「往古婦女登山するときは血の雨を降らすと言ひしも、今は婦女の登山するもの甚だ多し」とあり、女人禁制がどのように語られていたかが記録されている。女人禁制の碑は現在も残っている。

## 祭神
伊邪丹大神
火具土命
火結命
水波女命
埴山比売命
- 愛宕信仰の神社であり、火防の霊験顕著として信仰されている。
- 愛宕神社は、日本三大火防神社（日本火防三山）の一社としている。いわゆる「日本三大」であり、その他の社寺については詳らかでない。
- 常陸太田市西河原町をはじめとした市内各所、東茨城郡茨城町谷田部の消防団、かすみがうら市西野寺と東野寺といった地域に当社の愛宕講がある[8]。

### 境内社
茨城県神社写真帳には、夷針神社（奥津日子神、奥津比賣神）、松尾神社（大山咋命）、出雲神社（大己貴命）、龍神社（高淤加美神）、阿夫利神社（日本武尊）の5社が記されている。

#### 飯綱神社
夷針神社は、現在は飯綱神社となり、手力雄命を祀っている。これは近世の飯綱権現（飯縄権現）の名称に復したもので、新編常陸国誌の愛宕権現の項に「社中飯縄権現、十二天狗祠社、荒神社、春日社等あり」、愛宕山の項に「頂上愛宕、飯綱の二祠あり」とある（「飯縄」と「飯綱」の表記揺れは原文通り）。飯縄権現は愛宕権現と同じく天狗である。
飯綱神社の創建については、茨城県の祭り・行事調査事業の調査報告は、修験者によって開かれたとしている。新編常陸国誌は「古老云、飯綱はもと夷針神社にして、原郷名の起る所なりと」とし、飯綱神社は式内夷針神社であり、その社名が和名類聚抄の常陸国茨城郡夷針郷の由来になったという口碑を記録している。
飯綱神社は、愛宕神社の背後に聳える山頂の平場に鎮座する。巨石に亀甲型台座が造形され、その上に「六角殿（六角堂）」が建ち、これを十三天狗祠が取り囲んでいる。十三天狗とは、仙境異聞によれば、元は五天狗であったものが、十二天狗になり、さらに狢内（むじなうち）村（現在の石岡市龍明）の長楽寺の僧侶が加わって十三天狗になったものという。例祭では「飯綱神社」「六角殿」「十三天狗祠」がそれぞれ個別の独立した礼拝対象となっている。

#### 愛宕山の十八祠
5社以外にも、愛宕山中には多数の祠がある。飯綱神社の例祭（悪態まつり）では以下の18祠で礼拝が行われる。
1. 水神様 …… 五霊地区の水源の守護神。
2. 毘沙門天
3. 東の睨み不動
4. 西の睨み不動
5. 春日様 …… 春日大社の分霊。
6. 松毬不動
7. 軍陀利不動様（軍陀利明王堂）
8. 石尊様 …… 石壁に大天狗と小天狗の刻印がある。天狗の修験場と伝えられる。危険な場所にあるため、飯綱神社例祭では事前に礼拝が行われている。
9. 百カギ不動（百石段不動） …… 不動明王を祀る。百石段の竣工を記念して創祀。
10. 愛宕神社
11. 飯綱神社 …… 手力雄命を祀る。
12. 松王様（松尾神社） …… 酒造の神。大山咋命を祀る。
13. 六角殿（六角堂） …… 茨城県の調査報告は、飯綱神社の本殿としている。
14. 十三天狗祠 …… 六角殿を守護する十三天狗の祠。
15. 龍神様（龍神社） …… 雨を司る水神。高龗神を祀る。
16. 大黒天（出雲神社）
17. 東の宮（阿夫利神社） …… 農耕神であり水神。日本武尊を祀る。
18. 御泉井神 …… 愛宕神社の繁栄を支えた霊井の神。

### 祭礼

#### 愛宕神社
愛宕神社の祭礼には新旧暦1月24日の二度の例祭、10月第3日曜（旧暦9月24日）の御千度祭がある。

#### 飯綱神社（悪態まつり）
飯綱神社の例祭は「悪態まつり」といい、12月（旧暦11月14日）に行われる。日本三大奇祭の一という。
無言の行を積みながら山中18祠に供物を捧げる白装束集団（十三天狗）に向けて、参拝者が罵声を浴びせ、捧げられた供物を奪い合い、天狗は青竹で反撃する。隙をみて供物を手にした者には一年の幸福が訪れる又は悪口で相手に言い勝つと幸運が訪れるともいう。
由来は不明だが、「江戸時代中期、施政者が村人の政治的不満を聞くために始めた」という土浦藩（土屋氏）の徳政を伝える口碑がある。その他、元々は怨霊や疫病を払う「悪退」の祭りであったという考察（世界大百科事典では「悪退祭」と表記している）や、修験道の影響により女人禁制となるまでの原態は嬥歌（かがい）の一種であったという考察もある。茨城県の調査報告は、「悪態」の意義は祓除に他ならず、土浦藩徳政の伝承は祭りを振興するための「政治問題に関するシナリオ」に過ぎないと断定している。これらの考察はいずれも確たる資料に基づいたものではない。
1941年（昭和16年）までは、真夜中から黎明にかけて行われていた。戦前までは女人禁制の祭りで、天狗役は愛宕山麓の五霊地区の成人男子から選ばれていた。かつては非常に殺伐とした祭りであったという。戦時に中断し、戦後は日中に行うようになったが、次第に衰退し、長く氏子の祭祀に縮小していた。過激な参拝者による事故が起き、祭礼が中断していた時期もある。天狗に火をつけた丸太を落として怪我をさせたりしたという氏子の証言の取材がある。
祭礼が復活したのは近年（2000年代初頭か）のことである。再開とともに観光行事として振興され、参拝客や観光客が増えつつあり、取材も行われている。暴力的な罵声や反撃は控えられ、供物の奪い合いを女性参加限定とする祠を一ヶ所設ける、礼拝後に拝殿で天狗が餅や菓子をばら撒く等、参拝客や観光客の参加を募るための工夫を行なっている。

## 由緒

### 創建
創建は、社伝によれば大同元年8月23日（806年）である。愛宕山は徳一大師が開山したと伝えられている。
愛宕山の古い信仰は、水に関わるものであるという考察がある。泉地区には巴川の水源があり、山頂には、西に大山咋命（酒神）を祀る「松尾神社」が、東に高淤加美神（水神、龍神）を祀る「龍神社」が位置している。

### 中近世
近世に至るまでの沿革は不詳である。
宍戸氏や土屋氏といった歴代領主の崇敬を受けた。
- 南北朝時代、宍戸城主宍戸四郎氏朝が供田料を奉納したという。

- 寛永20年（1643年）、宍戸城主秋田信濃守長季が松杉敷千本を寄進し、山頂の大木になったという伝承が岩間便覧に記されている。ただし年代的に秋田俊季の誤記と考えられる[16]。

- 慶安元年8月（1648年）、徳川幕府より朱印地3石を安堵された。

- 万治元年（1658年）、土浦藩主土屋氏（土屋数直）が岩間泉村、上村、下村の岩間三ヶ村を領有し、以後幕末まで土浦藩領となった。土屋氏の常陸国初の領地であったこともあり、特に崇敬を寄せ、土浦城下の人々にも知られていた。明治時代に賽銭箱を寄進した「横町」は、土浦市の町名（現在の土浦市城北町）である[17]。

- 寛文11年（1671年）、土屋但馬守数直が祈願所と定め、毎年奉幣使を派遣し、幣帛料を奉納した[17]。

- 宝永6年6月（1709年）、土屋相模守政直の子陳直（啓直）が参拝し、内伝幕を奉納した。また、先祖ゆかりの地に感激した旨を紀行に記した[17]。

### 天狗信仰と仙境異聞
文政6年（1823年）、平田篤胤が天狗小僧寅吉に取材した「仙境異聞」を出版し、そこに「岩間山に十三天狗、筑波山に三十六天狗、加波山に四十八天狗、日光山には数万の天狗」がいると描き、江戸の文化人に霊界としての「岩間山」の存在が知られるようになった。同書は、愛宕神社は「愛宕宮」といい、後ろに「本宮」と呼ばれる「唐銅の六角なる宮」があり、周りに「十三天狗の宮」があると描いている。ただし、飯縄権現に関する言及はない。
飯綱神社の由緒は、新編常陸国誌に記録された夷針神社の口碑以外は不明だが、中近世にかけて、飯縄権現として、愛宕神社（愛宕権現）とともに天狗信仰と修験道の社を構成したものと考えられる。愛宕山には愛宕飯縄の二つの天狗信仰が同居していた。
文政7年（1824年）、瓦谷村（現在の石岡市瓦谷）の常明山雲照寺（真言宗豊山派）山主、明浄の勧進により「六角殿」が建立された。一方「仙境異聞」には、既に「唐銅の六角なる宮」があると記されている。なお、明治期に廃寺となった旧別当の密蔵院（宗派は真言宗、号は愛宕山勝軍寺）と、明浄が山主であった雲照寺には本末の関係があった。密蔵院は岩間下郷にある不動院（宗派は真言宗、号は三学山岩埼寺）の末寺、不動院は雲照寺の末寺、雲照寺は醍醐三宝院の末寺だった。五霊地区に密蔵院の旧跡があり、戦後まで悪態まつりの行屋として使用されていたという。
文政10年（1827年）の「常州茨城郡泉邑愛宕山絵図」には、当時の賑わいが描かれている。新編常陸国誌の愛宕山の項には「愛宕は世人多く之を崇敬し、参詣常に絶えずと云ふ」、大日本地名辞書の愛宕山の項には「山高きにあらざるも、山中に愛宕神を祭り、香火熾盛なり、一名風穴山といふ」、岩間便覧には「火防の主神として霊験顕著なりとし、遠近の老若参詣する者夥しく、陰暦正月24日の縁日の如きは非常の雑踏を踏む」「文人墨客の登山するもの常に絶ゆることなし」とあり、江戸末期から明治大正にかけて、多くの参拝者が訪れていた。氏子によれば、成田山新勝寺に並ぶほどの隆盛があったと伝えられており、いわば当時の流行神だった。笠間市の解説にも、一時的な賑わいであったという旨があえて記されている。

### 明治以降
近代社格制度が始まってからは、村社に列した。
1908年（明治41年）10月発行の常山総水名勝古蹟の愛宕神社の項に「先年神社は野火の爲めに丸燒になりたり」とあり、明治末期に火難に遭ったとみられる。
1948年（昭和23年）、六角殿（六角堂）の龍鼻が破壊されたが、昭和50年代に修復した。境内に六角堂修復記念の碑がある。
近年は愛宕山の全体的な整備に加え、飯綱神社の奇祭「悪態まつり」が大々的な祭事として復活するなど、観光地として振興されている。

## 式内夷針神社について
飯綱神社は、延喜式神名帳の常陸国茨城郡小三座の一社「夷針神社」の論社である。戦前は夷針神社を称していたが、戦後に飯綱神社の旧称に復したという経緯がある。
式内夷針神社は、常陸国茨城郡小三座の筆頭に記載されている神社であるが、所在が忘れ去られてしまい、今日比定社として有力視される神社がない。そのため常陸国二十八座としては論社が多い。同じく「夷針」の名を冠する和名類聚抄（和名抄）の「夷針郷」の郷域も不明であり、その読み方や字義も含めて、様々な考察がある。
- 延喜式の校訂本の傍訓には「伊波利」（いはり）と「湏以波利」（すいはり）があり、今は「比奈波利」（ひなはり）又は「以波利」（いはり）と読むという証言を付しているものがある[18]。

- 新編常陸国誌は「伊志美」（いしみ）と「ひらばり」の傍訓を挙げている。また考察として本説、別説、本書一説の三説を併記している。

- 大日本地名辞書は「伊自牟」（いじむ、いじん）と傍訓している。これは夷灊郷（夷隅郷）の古名（夷隅郡を参照）を参照した読み方である。また独自の考察を行なっている[19]。

- 一般には東茨城郡茨城町大戸の夷針神社の読み方に従い、「いはり」と読むことが多いようである。

新編常陸国誌は、式内夷針神社の論社として以下の社寺を挙げている。

### 足尾神社
足尾神社（石岡市小屋1番地）
新編常陸国誌の本説では、和名抄が上総国夷灊郷（夷隅郷。現在のいすみ市）を「伊志美」と訓じていることと、比定地とする石岡市小屋付近の古地名「井白」及び「伊字名」との類似から、夷針は「伊志美」（いしみ）と訓じるべきとする。
夷針神社については、「蓋今の葦穂山権現是也、葦穂山は真壁、茨城二郡の堺にて、本郷の西にあり、其名遠近に聞え、歸敬する者少からず、思ふに、中世俘屠の為に誣せられ、旧名を失せしと見えたり」とし、足尾神社に比定している。葦穂山は足尾山、葦穂山権現は足尾神社の旧称である。
常陸国風土記の新治郡の条に、古来の葦穂山には山賊（蝦夷）の油置売命を祀る石屋があると記され、「言痛けば小泊瀬山の石城にも率て籠らむ勿恋ひそ我妹」という歌が収録されている。小泊瀬山は足尾山の古名であり、その石室は所在不明になっている。

### 胎安神社と子安神社
胎安神社（かすみがうら市西野寺433番地）
子安神社（かすみがうら市東野寺252番地）
新編常陸国誌の別説では、夷針を「ひらばり」と訓じるとした場合は「武比鳥命（古事記）を武夷鳥命ともかくにて思ふべし、夷をひらとよむは、平らげる意より出でたるべし、中世に荒張郷と云ふも、この郷のことか、あらは濁音ばらなり、ひらの濁音びらなり、はひふへほにて通音なり、さらば荒張（今新治）、土田、野寺、三村、四千余石の地、古の夷針郷なるべし」とし、「夷針（ひらばり）郷」が中世の「荒張（あらばり）郷」に変化したのではないかとしている。
夷針神社については、「野寺に胎安大明神、子易大明神両社あり、相殿の社と見えたり、これ古の夷針神社なるべし」としている。ただし、新編常陸国誌以外の地誌等（大日本地名辞書、新治郡郷土史、茨城県神社写真帳）には、この2社を式内論社とする記述はない。
かすみがうら市大字新治は、常陸国風土記以来の地名である「新治郡」と同様、「にいはり」と読む。新編常陸国誌では「仁比婆留」（にいばる）と訓が振られている。一方、荒張川の項には「荒張川（阿良波利賀波） 古は茨城郡の内なり、今新治郡に属す、俗或は新治川に作りて、となへは上に同じ」「新治村は古の荒張村なり、故に以て川の名とす」とある。つまり新治村は、古くは荒張村であり、ここから荒張（あらばり）川の名称が生じ、これを新治川とも表記したという。この説によれば、「にいはり」の読みは「新治」の表記に引っ張られて後世成立したものである。ちなみに、荒張川は名称が変わり、現在は「天（てん）の川」と呼ばれている。

### 愛宕神社と飯綱神社
愛宕神社（笠間市泉101番地）
飯綱神社（笠間市泉101番地）
新編常陸国誌の本書一説では、「夷針郷恐くは今の泉村ならん、この村に愛宕山あり、即愛宕権現祠あり、其名遠近に聞え、俗に泉の愛宕と称し、社領の朱印地三石あり、別当を密蔵院と云ふ、思ふにこれ夷針神社なるべし」としている。
読みは本説と同じく「伊志美」である。「伊志美」が「夷隅（いすみ）」に変化したならば、「泉（いずみ）」にも同じ関係が成立する。泉村は茨城郡石間郷とされるが、後段で整合するような郷域の推定が付されている。
新編常陸国誌は、神社の部では愛宕権現を挙げているが、村落の部では「飯綱」が夷針神社であるという古老の口碑を記録している。

### 八坂神社
八坂神社（笠間市泉1676番地）
新編常陸国誌の夷針神社の項に「今泉村に御朱印二石の牛頭天王祠、三石の愛宕権現あり、愛宕は香火盛なり、此二祠の内何れか式社なるべしと云ふ」とあり、「伊志美」説のうちの一つとして、笠間市泉の八坂神社（牛頭天王祠）にも言及している。

### 夷針神社
夷針神社（東茨城郡茨城町大戸1768番地）
新編常陸国誌の夷針神社の項に「水戸城南大戸村にありと云は、後人の妄説なれば信じがたし」とある。大日本地名辞書によれば、この説は長久保赤水の「常陸考」が出所である。
社伝では、元は奥津彦神と奥津姫神（一名を大戸比賣命という）の二座を祀る夷針神社だったという。ここに応永33年（1426年）、水戸市武隈町（旧町名は竹隈町、現在の水戸市東台及び柳町）にあった武熊神を合祀した。近世は、元禄年間の水戸藩の調査に基づく「鎮守帳」では祭神は武熊神一座とされ、新編常陸国誌の大戸の項には「武隈明神」として記載されるなど、もっぱら武熊神を祀る神社として認識されていた。このため夷針神社の論社としては信じがたいとされていた。社地は往古の那珂郡八部郷に属したともいう。
大戸という地名は建保3年（1216年）の吉田文書に既に見える（大日本地名辞書）。
奥津彦神と奥津姫神の二座は、愛宕山の飯綱神社が夷針神社を称していた時代の祭神である。
参道に国の天然記念物「大戸のサクラ」がある。

### ばらきの地蔵
護身地蔵（石岡市国府五丁目7番）
新編常陸国誌の夷針神社の項に「府中にばらきと云処あり、今ばらきの地蔵とて、霊験あらたかなりと云地蔵ありとぞと云り、ばらきは夷針に音近し、彼地蔵と云は即夷針神にはあらざる歟」とあり、石岡市の「ばらきの地蔵」にも言及している。
「ばらき」は現在の石岡市茨城（ばらき）付近を指す。詳細は不明だが、石岡の地蔵尊としては、近傍の貝地にあった護身（ごみ）地蔵が有名で、縁起が近世の民話等に収録されている。現在は石岡市国府五丁目に安置されている。
「ばらき」を石岡市茨城と表記するように、この音は「夷針」というよりは「茨城（うばらき、むばらき、いばらき）」に由来するもので、この一帯を和名抄茨城郷に比定する説もある。